# Sebastián Saja
Diego Sebastián Saja (ur. 5 czerwca 1979 w La Placie) – argentyński piłkarz grający na pozycji bramkarza.

## Kariera klubowa
Karierę piłkarską Saja rozpoczął w klubie San Lorenzo de Almagro ze stolicy kraju Buenos Aires. W 1999 roku awansował do kadry pierwszej drużyny, a w 2000 roku zadebiutował w Primera División. 27 kwietnia 2002 roku Saja zdobył swojego pierwszego gola w karierze, z rzutu karnego w meczu z Talleres Córdoba (3:1). W sezonie 2002/2003 strzelił 5 goli, wszystkie z rzutów karnych.
Latem 2003 roku po rozegraniu 3 spotkań w San Lorenzo Saja został wypożyczony do włoskiej Brescii Calcio. 5 października 2003 zadebiutował w Serie A w wygranym 4:1 wyjazdowym meczu z US Lecce. Był jednak rezerwowym dla Luki Castellazziego i Federika Agliardiego.
Na początku 2004 roku Saja zmienił klub i został bramkarzem drugoligowego hiszpańskiego zespołu Rayo Vallecano. Rozegrał w 20 spotkań, ale Rayo spadło do Segunda División B. Latem Argentyńczyk odszedł do Amériki Meksyk. 15 sierpnia 2004 zaliczył debiut w meksykańskiej Primera División w meczu z Dorados de Sinaloa (3:2). W barwach Amériki rozegrał 4 mecze.
W 2005 roku Saja ponownie został wypożyczony z San Lorenzo, tym razem do hiszpańskiego drugoligowca, Córdoby CF. Tam grał do końca sezonu 2004/2005 i następnie wrócił do San Lorenzo. W sezonie 2005/2006 strzelił 5 bramek dla San Lorenzo z rzutów karnych. W 2007 roku wywalczył z tym klubem mistrzostwo fazy Clausura.
Wiosną 2007 roku Saja został bramkarzem brazylijskiego Grêmio Porto Alegre. W brazylijskiego Série A swój debiut zanotował 27 maja 2007 w meczu ze Sport Recife. W barwach Grêmio zdobył jednego gola, w meczu z Figueirense.
W 2008 roku Saja przeszedł do greckiego AEK Ateny, w którym stał się pierwszym bramkarzem. 31 sierpnia 2008 rozegrał pierwsze spotkanie w greckiej pierwszej lidze, wygrane 2:1 z Panathinaikosem Ateny.
| Sezon   | Klub                | Kraj      | Rozgrywki        | Mecze | Bramki |
| ------- | ------------------- | --------- | ---------------- | ----- | ------ |
| 2000/01 | San Lorenzo         | Argentyna | Primera División | 23    | 0      |
| 2001/02 | San Lorenzo         | Argentyna | Primera División | 34    | 1      |
| 2002/03 | San Lorenzo         | Argentyna | Primera División | 34    | 5      |
| 2003/04 | San Lorenzo         | Argentyna | Primera División | 3     | 0      |
| 2003/04 | Brescia Calcio      | Włochy    | Serie A          | 4     | 0      |
| 2003/04 | Rayo Vallecano      | Hiszpania | Segunda División | 20    | 0      |
| 2004/05 | Club América        | Meksyk    | Primera División | 4     | 0      |
| 2004/05 | Córdoba CF          | Hiszpania | Segunda División | 23    | 0      |
| 2005/06 | San Lorenzo         | Argentyna | Primera División | 33    | 5      |
| 2006/07 | San Lorenzo         | Argentyna | Primera División | 18    | 0      |
| 2007    | Grêmio Porto Alegre | Brazylia  | Série A          | 30    | 1      |
| 2007/08 | San Lorenzo         | Argentyna | Primera División | 0     | 0      |
| 2008/09 | AEK Ateny           | Grecja    | Alpha Ethniki    | 29    | 0      |
| 2009/10 | AEK Ateny           | Grecja    | Alpha Ethniki    | 22    | 0      |
| 2010/11 | AEK Ateny           | Grecja    | Alpha Ethniki    | 21    | 0      |
| 2011/12 | Racing              | Argentyna | Primera División |       |        |

## Kariera reprezentacyjna
W latach 1997–1999 Saja występował w reprezentacji Argentyny U-20 i był jej członkiem na Mistrzostwach Świata w 1999. W dorosłej reprezentacji Argentyny zadebiutował 13 lutego 2002 roku w zremisowanym 1:1 towarzyskim spotkaniu z Walią.